# Kabinet-Van Bosse-Fock
Het kabinet-Van Bosse-Fock was een liberaal Nederlands kabinet dat regeerde van 4 juni 1868 tot en met 4 januari 1871.
Dit liberale kabinet werd geformeerd door Thorbecke, die daarin echter zelf geen zitting nam. De vroegere minister van Financiën Van Bosse en de Amsterdamse burgemeester Fock leidden het kabinet. Het kabinet voerde een liberale economische politiek en streefde naar hervormingen op koloniaal gebied.
Belangrijke liberale maatregelen zijn de afschaffing van het dagbladzegel, waardoor de verspreiding van dagbladen wordt bevorderd. Verder worden de doodstraf en lijfstraffen in het burgerlijke strafrecht afgeschaft. De Agrarische Wet van minister De Waal maakt grondbezit door de inlandse bevolking mogelijk. Tevens wordt de verplichte verbouwing van suiker ten behoeve van het Nederlandse Gouvernement geleidelijk afgeschaft.
Het kabinet treedt na anderhalf jaar af, nadat de positie van diverse ministers ter discussie is komen te staan en het kabinet diverse nederlagen heeft geleden.

## Bijzonderheden
De zwakke positie van het kabinet blijkt uit de volgende zaken:
- Nog voor de behandeling van zijn begroting (voor 1871) dient minister Van Lilaar van Justitie zijn ontslag in, omdat veel van zijn voorstellen ongunstig zijn ontvangen in de Tweede Kamer.

- Minister van Koloniën De Waal wordt in november 1870 door de Eerste Kamer ten val gebracht. De Kamer neemt hem kwalijk dat het Indisch Gouvernement een maatregel heeft afgekondigd (financiële hervormingen in de Preanger-regentschappen) waarvoor de Staten-Generaal formeel nog geen toestemming heeft gegeven. De Waal had overigens om gezondheidsredenen al eerder zijn ontslag ingediend.

- Minister Van Mulken krijgt het eind 1870 zwaar te verduren. Tijdens de mobilisatie in juli 1870 vanwege de Frans-Duitse Oorlog zijn allerlei gebreken aan het licht gekomen bij de Nederlandse defensie, waarvoor de minister van Oorlog tijdens de begrotingsbehandeling ernstig wordt bekritiseerd.

- De minister van Buitenlandse Zaken, Roest van Limburg, vertrekt in december 1870 na kritiek op zijn beleid.

## Ministers
| Minister van Buitenlandse Zaken                                                             | Joannes Josephus van Mulken                        | liberaal | a.i., van 4 juni 1868 tot 8 juni 1868         |
| Minister van Buitenlandse Zaken                                                             | Theodorus Marinus Roest van Limburg                | liberaal | a.i., van 8 juni 1868 tot 1 september 1868    |
| Minister van Buitenlandse Zaken                                                             | Theodorus Marinus Roest van Limburg                | liberaal | van 1 september 1868 tot 12 december 1870     |
| Minister van Buitenlandse Zaken                                                             | Joannes Josephus van Mulken                        | liberaal | a.i., van 12 december 1870 tot 4 januari 1871 |
| Minister van Justitie                                                                       | Franciscus Gerardus Reinierdus Hubertus van Lilaar | liberaal |                                               |
| Minister van Binnenlandse Zaken                                                             | Cornelis Fock                                      | liberaal |                                               |
| Minister van Financiën                                                                      | Pieter Philip van Bosse                            | liberaal |                                               |
| Minister van Oorlog                                                                         | Joannes Josephus van Mulken                        | liberaal |                                               |
| Minister van Marine                                                                         | Lodewijk Gerard Brocx                              | liberaal |                                               |
| Minister van Koloniën                                                                       | Engelbertus de Waal                                | liberaal | van 4 juni 1868 tot 16 november 1870          |
| Minister van Koloniën                                                                       | Lodewijk Gerard Brocx                              | liberaal | a.i., van 16 november 1870 tot 4 januari 1871 |
| Minister van Zaken der rooms-katholieke Eredienst                                           | Franciscus Gerardus Reinierdus Hubertus van Lilaar | liberaal | van 4 juni 1868 tot 1 september 1868          |
| Minister van Zaken van de Hervormde en andere Erediensten, behalve die der rooms-katholieke | Pieter Philip van Bosse                            | liberaal | van 4 juni 1868 tot 1 september 1868          |

Schimmelpenninck ·
De Kempenaer-Donker Curtius ·
Thorbecke I ·
Van Hall-Donker Curtius ·
Van der Brugghen ·
Rochussen ·
Van Hall-Van Heemstra ·
Van Zuylen van Nijevelt-Van Heemstra ·
Thorbecke II ·
Fransen van de Putte ·
Van Zuylen van Nijevelt ·
Van Bosse-Fock ·
Thorbecke III ·
De Vries-Fransen van de Putte ·
Heemskerk-Van Lynden van Sandenburg ·
Kappeyne van de Coppello ·
Van Lynden van Sandenburg ·
Heemskerk Azn. ·
Mackay ·
Van Tienhoven ·
Röell ·
Pierson ·
Kuyper ·
De Meester ·
Heemskerk ·
Cort van der Linden ·
Ruijs de Beerenbrouck I ·
Ruijs de Beerenbrouck II ·
Colijn I ·
De Geer I ·
Ruijs de Beerenbrouck III ·
Colijn II ·
Colijn III ·
Colijn IV ·
Colijn V ·
De Geer II ·
Gerbrandy I ·
Gerbrandy II ·
Gerbrandy III ·
Schermerhorn-Drees ·
Beel I ·
Drees-Van Schaik ·
Drees I ·
Drees II ·
Drees III ·
Beel II* ·
De Quay ·
Marijnen ·
Cals ·
Zijlstra* ·
De Jong ·
Biesheuvel I ·
Biesheuvel II* ·
Den Uyl ·
Van Agt I ·
Van Agt II ·
Van Agt III* ·
Lubbers I ·
Lubbers II ·
Lubbers III ·
Kok I ·
Kok II ·
Balkenende I ·
Balkenende II ·
Balkenende III* · 
Balkenende IV ·
Rutte I ·
Rutte II · 
Rutte III ·
Rutte IV ·  
Schoof

* rompkabinet